# Кук, Натали
Натали Кук (англ. Natalie Louise Cook; 19 января 1975, Таунсвилл, Квинсленд) — австралийская спортсменка, выступавшая в пляжном волейболе. Олимпийская чемпионка 2000 года, первая австралийка — участница пяти Олимпийских игр (1996—2012).

## Биография
До начала спортивной карьеры собиралась связать жизнь с медициной, но в 1993 году бросила университет, чтобы сосредоточиться на пляжном волейболе. Вместе с Керри Поттарст выступала на Олимпийских играх 1996 года, выиграв бронзовую медаль. В этом же году они победили на этапе мирового тура в Японии. Перестав играть вместе до 2000 года, после воссоединения заняли третьи места на этапах мирового тура во Франции и Португалии, а затем приняли участие в Олимпийских играх 2000 года в Сиднее. Став чемпионками игр, были награждены медалью ордена Австралии, а ФИВБ включила Кук и Поттарст в команду десятилетия.
После домашней олимпиады, Поттарст завершила карьеру, а Кук нашла нового напарника Николь Сандерсон. Они выиграли бронзовую медаль чемпионата мира 2003 года в Рио-де-Жанейро и по результату мирового тура 2003 года заняли 4 место. Впоследствии они прошли на Олимпийские игры 2004 года, проиграв в матче за третье место. С Сандерсон они играли до 2006 года, после чего Кук сменила партнера на Тамсин Барнетт. На Олимпийских играх в Пекине, Кук стала пятой. На последней для себя олимпиаде в Лондоне, Кук было уже 37 лет, после трех поражений в групповом раунде заняла лишь 19 место.

## Личная жизнь
В ноябре 2008 года неофициально женилась на волейболистке Саре Максвелл, с которой она встречалась в течение 8 лет. Живёт в Брисбене и управляет собственной компанией Sandstorm, специализирующейся на пляжном волейболе.